# 대전탄방초등학교
대전탄방초등학교는 대한민국 대전광역시 서구 탄방동에 있는 공립 초등학교이다.

## 연혁
- 1990년 6월 1일 대전탄방초등학교 개교(6학급)
- 1992년 2월 19일 제1회 졸업장 수여식(졸업생 총 249명)
- 1993년 3월 1일 대전광역시교육청 지정 교통안전 시범학교
- 1993년 12월 9일 체육활동 우수학교 표창(교육감)
- 1994년 12월 29일 장학활동 우수교 표창 (교육감)
- 1996년 3월 1일 교육부지정 인성교육 자율시범학교
- 1999년 12월 30일 교수학습 개선 유공학교 표창 (교육장)
- 2000년 3월 1일 대전광역시교육청 지정 과학교육 시범학교
- 2001년 6월 20일 대전광역시교육청 지정 과학교육 시범학교운영 보고
- 2002년 12월 31일 학교평가 우수학교 표창 (교육장)
- 2003년 1월 31일 교실 증축 (18개 교실)
- 2006년 3월 1일 교육과학기술부 지정 전자교과서 실험학교
- 2006년 10월 24일 다목적 강당(오죽관) 개관
- 2007년 3월 1일 특수 학급 신설(1학급)
- 2007년 3월 1일 교육과학기술부지정 전자교과서 실험학교
- 2007년 12월 26일 우레탄 트랙 준공
- 2008년 3월 1일 교육과학기술부 지정 전자교과서 실험학교
- 2009년 3월 1일 대전광역시교육청 지정 디지털교과서 정책연구학교
- 2009년 7월 8일 교육과학기술부 지정 사교육 없는 학교 시범학교
- 2010년 3월 1일 대전광역시교육청 지정 디지털교과서 정책연구학교
- 2010년 3월 1일 대전광역시교육청 지정 사교육 없는 학교 시범학교
- 2011년 3월 1일 대전광역시교육청 지정 사교육절감형 창의경영 시범학교
- 2011년 3월 1일 대전광역시교육청 지정 디지털교과서 정책연구학교
- 2014년 2월 14일 제23회 졸업장 수여식(졸업생 총 7831명)
- 2014년 3월 1일 43학급 편성(특수학급 1학급 포함)
- 2015년 2월 13일 제24회 졸업장 수여식(졸업생 총 8029명)
- 2015년 3월 1일 42학급 편성(특수학급 1학급 포함)
- 2022년 3월 1일 36학급 편성(특수학급 1학급 포함)

## 참고 자료
- 대전탄방초등학교 - 한국교육학술정보원 학교알리미